# Luis de Velasco (peintre)
Pour les articles homonymes, voir Luis de Velasco (homonymie) et Velasco.
Luis de Velasco est un peintre espagnol de la Renaissance maniériste, né vers 1530, mort en 1606, actif à Tolède où il a obtenu la charge de premier peintre de la cathédrale.

## Biographie
Il est probablement né à Tolède, vers 1530. On trouve les premiers documents sur lui en 1555 où il est décrit comme un peintre d'images (« pintor de imaginería »). Il travaille alors avec deux des sculpteurs du moment, Nicolás de Vergara le Vieux et Juan Bautista Vázquez le Vieux et signe un document dans lequel ils donnent leur accord comme garants pour exécuter le retable de Santa María de Huéscar qui faisait alors partie de l'archevêché de Tolède. D'autres documents montrer qu'il avait fait une étroite association avec Vergara pour exécuter plusieurs retables dans les paroisses de l'archevêché, comme, par exemple ceux de Villar del Pedroso ou à Pinto.
En 1556, il est payé pour la peinture du retable du collège de Infantes de Tolède, œuvre de Vergara et signe le contrat pour les peintures du retable du maître-autel de l'église paroissiale de la Asunción de Nuestra Señora à Fuentelencina qui a été terminé par le peintre Diego de Madrid, originaire de Sigüenza qui s'est engagé en avril 1557 à réaliser six peintures selon les indications de Velasco.
Une relation aussi étroite a existé avec le peintre Hernando de Ávila, son beau-frère, avec lequel il a formé une société en 1560 qui a réalisé, entre autres, du retable de El Casar de Escalona. Il a signé un autre contrat d'association avec le sculpteur Diego Velasco qui se double d'activités financières. Pour le compte de l'archevêque, il est intervenu dans le procès en excommunication du peintre d'Amberes Isaac de Helle, initiant une amitié et de collaboration qui a duré quelques années.
En 1571 commence la période de ses premiers travaux documentés pour la cathédrale de Tolède : un tableau représentant le Christ portant la Croix et une Crucifixion pour la chapelle de Santiago y de San Ildefonso pour le prix de 20 400 maravedís. Il a été nommé peintre de la cathédrale, avec, toutefois, avec un retard de 10 ans. Il a alors été immédiatement chargé de la rénovation du triptyque de Nuestra Señora de Gracia dans le cloître, son œuvre conservée la plus intéressante avec ses personnages monumentaux rappelant le style de Raphaël. La même année 1581 il a peint le tableau de l' Annonciation qui existe toujours au-dessus de la porte de la chapelle de San Pedro. Parmi ses travaux mineurs, il a illustré certains livres de la cathédrale. Dans la sacristie sont conservés les tableaux représentant saint Antoine abbé et la Présentation au Temple qu'il a peints en 1587 pour la chapelle de San Blas.
Dans le cadre de son travail de peintre de la cathédrale, il est intervenu pour la décoration des festivités et scénographies théâtrales : ainsi il a réalisé entre 1586 et 1587, avec Blas de Prado, le grand arc sous lequel le chapitre de la cathédrale a reçu les reliques de sainte Léocadie. Il a peint en 1595 le portrait du cardinal Quiroga et en 1599 de l'archevêque García Loaysa y Girón pour la salle capitulaire.
À côté de ses travaux pour la cathédrale, il a continué à prendre des contrats pour réaliser des retables pour lesquels il a signé des accords d'association avec d'autres artistes, comme le sculpteur Alonso de la Plaza, avec lequel il contracte en 1589 pour le retable de saint Jacques de l'église paroissiale de Porquerizas, ou son propre fils Cristóbal de Velasco avec lequel il est responsable des peintures, de la dorure et de l'estofado du retable du maître-autel de Sonseca, réalisé par le sculpteur Pedro Martínez de Castañeda, dans lequel on peut sentir une certaine influence du Greco, dont il avait fait l'évaluation, en 1586, de la peinture L'Enterrement du comte d'Orgaz.
En 1593 il obtient le contrat pour le retable de l'église de San Gil de Torrijos. En 1603 il travaille sur les retables de Alcaudete de la Jara, de Añover de Tajo et Marchamalo. Il reçoit un apprenti dans sa maison. Il réalise plusieurs œuvres mineures pour la cathédrale en 1603 et 1604.
Il meurt après une longue maladie, à un âge avancé, le 11 mars 1606.

## Sources
- (es) Cet article est partiellement ou en totalité issu de l’article de Wikipédia en espagnol intitulé « Luis de Velasco (pintor) » (voir la liste des auteurs) (adaptation).